# Afanassjewo-Kultur

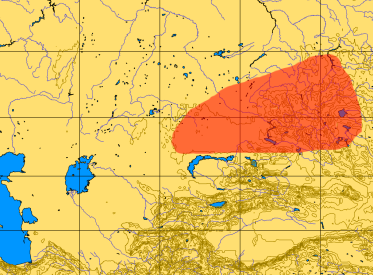
Verbreitung der Afanassjewo-Kultur um 3000 v. Chr.

Die Afanassjewo-Kultur (russisch Афанасьевская культура, wissenschaftl. Umschrift der Ortsangabe Afanas'evo) ist eine archäologische Kultur der Kupfersteinzeit. Nach neueren AMS-Datierungen ergab sich gegenüber älteren Datierungen eine kürzere Chronologie, nämlich für die Altai-Gruppe das 31. bis 29. Jahrhundert v. Chr., für das mittlere Jenissei-Gebiet das 29. bis 25. Jahrhundert v. Chr.

## Regionale Verbreitung
Ausgrabungen, die dieser Kultur zugeordnet werden können, finden sich vor allem im Gebiet von Minussinsk in der Region Krasnojarsk im südlichen Sibirien, im südlich angrenzenden Tuwa und im Altaigebirge, daneben aber auch weit verbreitet von der westlichen Mongolei, dem nördlichen Xinjiang, wie auch im östlichen und zentralen Kasachstan. Verbindungen scheinen auch nach Tadschikistan und dem Aralseegebiet zu bestehen.

## Kultur
| Prähistorische Kulturen Russlands |                         |
| Mittelsteinzeit                   |                         |
| Kunda-Kultur                      | 7400–6000 v. Chr.       |
| Jungsteinzeit                     |                         |
| Bug-Dnister-Kultur                | 6500–5000 v. Chr.       |
| Dnjepr-Donez-Kultur               | 5500–4000 v. Chr.       |
| Sredny-Stog-Kultur                | 4500–3500 v. Chr.       |
| Jekaterininka-Kultur              | 4300–3700 v. Chr.       |
| Kammkeramische Kultur             | 4200–2000 v. Chr.       |
| Fatjanowo-Kultur                  | um 2500 v. Chr.         |
| Kupfersteinzeit                   |                         |
| Nordkaspische Kultur              |                         |
| Kurgankultur                      | 5000–3000 v. Chr.       |
| Samara-Kultur                     | um 5000 v. Chr.         |
| Chwalynsk-Kultur                  | 5000–4500 v. Chr.       |
| Botai-Kultur                      | 3700–3100 v. Chr.       |
| Jamnaja-Kultur                    | 3600–2300 v. Chr.       |
| Afanassjewo-Kultur                | 3500–2500 v. Chr.       |
| Ussatowe-Kultur                   | 3300–3200 v. Chr.       |
| Glaskowo-Kultur                   | 3200–2400 v. Chr.       |
| Bronzezeit                        |                         |
| Poltavka-Kultur                   | 2700–2100 v. Chr.       |
| Potapovka-Kultur                  | 2500–2000 v. Chr.       |
| Katakombengrab-Kultur             | 2500–2000 v. Chr.       |
| Abaschewo-Kultur                  | 2500–1800 v. Chr.       |
| Sintaschta-Kultur                 | 2100–1800 v. Chr.       |
| Okunew-Kultur                     | um 2000 v. Chr.         |
| Samus-Kultur                      | um 2000 v. Chr.         |
| Andronowo-Kultur                  | 2000–1200 v. Chr.       |
| Susgun-Kultur                     | um 1700 v. Chr.         |
| Srubna-Kultur                     | 1600–1200 v. Chr.       |
| Kolchis-Kultur                    | 1700–600 v. Chr.        |
| Begasy-Dandybai-Kultur            | um 1300 v. Chr.         |
| Karassuk-Kultur                   | um 1200 v. Chr.         |
| Ust-Mil-Kultur                    | um 1200–500 v. Chr.     |
| Koban-Kultur                      | 1200–400 v. Chr.        |
| Irmen-Kultur                      | 1200–400 v. Chr.        |
| Spätirmen-Kultur                  | um 1000 v. Chr.         |
| Plattengrabkultur                 | um 1300–300 v. Chr.     |
| Aldy-Bel-Kultur                   | 900–700 v. Chr.         |
| Eisenzeit                         |                         |
| Baitowo-Kultur                    |                         |
| Tagar-Kultur                      | 900–300 v. Chr.         |
| Nosilowo-Gruppe                   | 900–600 v. Chr.         |
| Ananino-Kultur                    | 800–300 v. Chr.         |
| Tasmola-Kultur                    | 700–300 v. Chr.         |
| Gorochowo-Kultur                  | 600–200 v. Chr.         |
| Sagly-Baschi-Kultur               | 500–300 v. Chr.         |
| Jessik-Beschsatyr-Kultur          | 500–300 v. Chr.         |
| Pasyryk-Stufe                     | 500–300 v. Chr.         |
| Sargat-Kultur                     | 500 v. Chr.–400 n. Chr. |
| Kulaika-Kultur                    | 400 v. Chr.–400 n. Chr. |
| Tes-Stufe                         | 300 v. Chr.–100 n. Chr. |
| Schurmak-Kultur                   | 200 v. Chr.–200 n. Chr. |
| Taschtyk-Kultur                   | 100–600 n. Chr.         |
| Tschernjachow-Kultur              | 200–500 n. Chr.         |

Kennzeichnend sind verschiedene Typen von Keramik. Sehr häufig sind hohe, eiförmige Gefäße mit Spitzboden und abgesetztem Rand, daneben finden sich auch kugelförmige Töpfe und kleine „Räucherschalen“. Die Keramik ist durch Abdrücke, Kerben und Einstiche verziert, die auf der gesamten Gefäßoberfläche in horizontalen Reihen angeordnet sind. Neben Knochen und Silex wurde bereits Kupfer verarbeitet. Es sind mehrere Siedlungsplätze bekannt, die über eine längere Zeit benutzt wurden; an ihnen fanden sich jedoch in den meisten Fällen nur Herdstellen, aber keine Gebäudereste; die Träger der Afanassjewo-Kultur siedelten also wohl in leichten, zeltartigen Behausungen. Daneben wurden im Altai auch Höhlen aufgesucht. Schafsmistreste aus Höhlen zeigt, dass die Träger der Afanassjewo-Kultur bereits Viehzucht betrieben, die große Menge an gefundenen Knochen von Wildtieren belegt jedoch gleichzeitig, dass die Jagd weiterhin von großer Bedeutung war. Die Nekropolen der Afanassjewo-Kultur waren recht klein und wurden meist auf Terrassen angelegt. Die Toten wurden in Kurganen mit Steinkreis in Rückenhockerlage in einer rechteckigen Grabgrube bestattet und mit Steinplatten abgedeckt. In der Nähe der Nekropolen befanden sich häufig kleine Brandopferplätze, die aus Steinkreisen bestanden, in deren Innern Keramik, Tierknochen, Kleinfunde und Asche gefunden wurde.

## Pestepidemie
Aus Zähnen in bei Afanasevo Gora ergrabenen Skeletten eines Massengrabes wurden zwei Stämme des Pestbazillus (Yersinia pestis) extrahiert. Naturgemäß überschneiden sich die beiden Datierungen (2909–2679 bzw. 2887–2677 v. Chr.).

## Zusammenhang mit Indogermanen?
Die gefundenen Bestattungen, aber auch der Lebensstil mit vorwiegend Viehzucht, auch Ackerbau und die archäologisch-materiellen Hinterlassenschaften weisen große Ähnlichkeiten mit in Osteuropa gelegenen Kulturen, wie der Jamnaja-Kultur, der Sredny-Stog-Kultur, der Katakomben-Kultur und der Poltavka-Kultur auf, wobei die Jamnaja-Kultur von den meisten Forschern in der Tradition von Marija Gimbutas als Ursprung der indogermanischen Sprachen betrachtet wird (sogenannte Kurgankultur oder Kurganhypothese). Neue gentechnische Ergebnisse beweisen verwandtschaftliche Beziehungen zu osteuropäischen Gruppen über die Haplogruppe R1a1-M17. Die Übereinstimmungen legen nahe, dass die Etablierung der Afanassjewo-Kultur das Ergebnis einer sehr frühen Migration nach Osten aus dem Komplex der Kurgankultur, besonders der Chwalynsk-Kultur und der Repin-Kultur um 3700–3300 v. Chr. war.

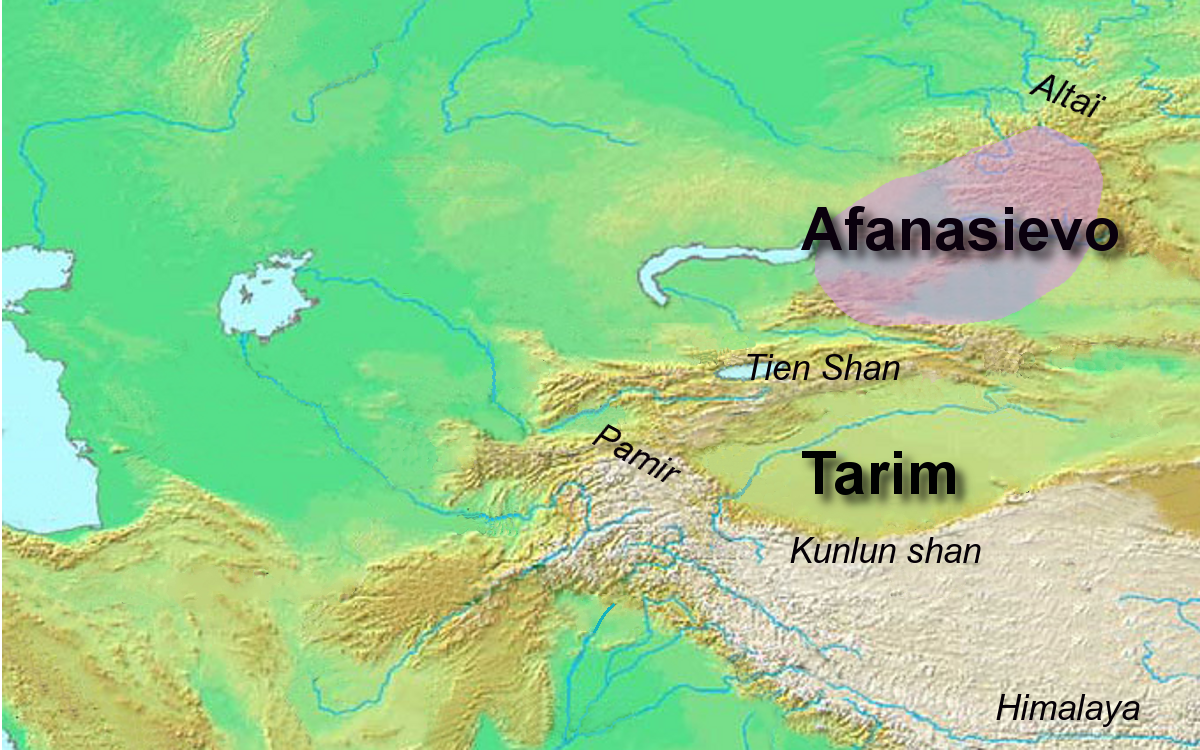
Frühe Afanassjewo-Kultur mit südlich angrenzendem Tienschan- und Pamirgebirge und Tarimbecken

Einige Jahrhunderte später, ca. 3000–2500 v. Chr., breiteten sich charakteristische Afanassjewo-Fundplätze nach Süden durch die Region Xinjiang bis ins Tarimbecken, aber auch westlich davon, nach Tadschikistan und in die Region um Buchara aus.
Westlich des Pamir und nördlich des Tienschan endeten die Afanassjewo-Funde Ende 3.–2. Jahrtausend v. Chr. Vermutlich wurden die Afanassjewo-Leute von der sich ausbreitenden Andronowo-Kultur allmählich kulturell und womöglich auch sprachlich assimiliert.
Im Nordosten dagegen formten sie durch Einflüsse aus anderen Nachbarkulturen die Okunew-Kultur. Demgegenüber lassen sich im Tarim-Becken noch sehr lange archäologisch-kulturelle Kontinuitäten bis in die Tarim-Kultur im 1. Jahrtausend v. Chr. beobachten. Die erforschten archäologischen Übereinstimmungen sind besonders zahlreich und erstrecken sich von Lebensstil und Ernährung, typischen Kurganen, Metallurgie und Keramik bis hin zu Textilien und Holzbearbeitungen, weil das trockene Wüstenklima der Taklamakan, wie auch der Permafrostboden im Norden auch organische Funde konserviert.
Die Beobachtungen der frühen Einwanderung aus den westlichen Steppen und der späteren Ausbreitungen nach Süden führten zu der auf James Patrick Mallory zurückgehenden Hypothese, dass die Träger dieser Kultur die frühesten Sprecher der tocharischen Sprachen gewesen sein könnten, die noch im 1. nachchristlichen Jahrtausend im Tarimbecken verwendet wurden und die innerhalb der indogermanischen Sprachfamilie eine Sonderstellung einnehmen.